# Lindelberg (Fränkische Schweiz)
Der Lindelberg ist ein 545 m ü. NHN hoher, langgestreckter, tafelbergähnlicher, schmaler Berg am Südrand der Fränkischen Schweiz.

## Lage und Beschreibung
Der Lindelberg liegt zwischen Ermreuth und Oberlindelbach im Süden Oberfrankens. Der Gipfelbereich und der Nordhang liegen auf dem Gemeindegebiet Neunkirchen am Brand und der Südhang gehört zur Gemeinde Igensdorf. Der höchste Punkt befindet sich im Westteil des Berges. Der über einen Kilometer entfernte Ostgipfel ist mit 533 Metern etwa zwölf Meter niedriger. Der vollständig bewaldete Berg erhebt sich zwischen dem Saarbachtal und dem Lindelbach. Letzterer entspringt am Südhang des Berges.
Der gesamte Bereich des langgestreckten, etwa 1500 Meter langen und 200 Meter breiten Gipfel-Plateaus wird von dem vermutlich aus der Frühlatènezeit stammenden Ringwall Lindelberg eingenommen, in dessen Südwestecke der sogenannte Burgstall Lindelberg, der in Karten auch als Burgstall Lindelburg bezeichnet wird, liegt. Bei diesem Burgstall, der sich auf dem höchsten Punkt des Lindelberges in 545 Meter Höhe befindet, handelt es sich vermutlich um eine frühmittelalterliche Befestigung.
Von 1933 bis in die 1960er Jahre befanden sich auf dem Berg drei Leuchtfeuer für den Flughafen Nürnberg.
Westlich des Berges verläuft die Kreisstraße FO 28 von Neunkirchen am Brand nach Ermreuth über einen etwa 500 Meter hohen Pass in der Nähe des Berges. Am Pass befindet sich ein Wanderparkplatz, von dem aus der Berg einfach zu erreichen ist.

## Dürer
Der Kunsthistoriker Christof Metzger hält es für sicher, dass Albrecht Dürers Landschaft mit Kanone aus dem Jahr 1518 den Blick vom Schloss Eschenau in Richtung Lindelberg zum Ausgangspunkt hat. Der Schlossherr Jakob Muffel war mit Dürer befreundet.